# Polypodium menae
Polypodium menae là một loài dương xỉ trong họ Polypodiaceae. Loài này được Mille mô tả khoa học đầu tiên năm 1927.
Danh pháp khoa học của loài này chưa được làm sáng tỏ. 